# 리턴 투 서울
"리턴 투 서울"(프랑스어: Retour à Séoul, 영어: Return to Seoul)은 2022년 개봉한 드라마 영화이다. 데이비 추가 감독과 각본을 맡았다. 2022년 칸 영화제 주목할 만한 시선 진출작이다. 제95회 아카데미상 국제영화상 부문 캄보디아 출품작이다.

## 출연

### 주연
- 박지민 : 프레드 역

### 조연
- 오광록 : 한국 아빠 역
- 김선영 : 한국 고모 역
- 허진 : 한국 할머니 역
- 손승범 : 동완 역
- 요안 짐머 : 막심 역